# Леопольд Немировський
Леопо́льд Немиро́вський (1810—1883) — учасник польського визвольного повстання 1830—1831 років, член таємного товариства «Співдружність польського народу» в 1830-х роках. Художник.

## Біографія
Леопольд Немировський народився 1810 року в місті Тагачин (Tahaczin) на Волині. Закінчив школу в Луцьку. Навчався у Віленському університеті. Юрист за освітою.
Активний учасник польського визвольного повстання 1830—1831 років, був поранений у бою, переховувався в Галичині. Повернувшись до Волині, був заарештований, посаджений у в'язницю в Києві. Після звільнення став членом таємного товариства «Співдружність польського народу». У липні 1838 року був заарештований в Одесі у справі Шимона Конарського, відправлений до Києва, де 14 лютого 1839 року був засуджений до смертної кари, заміненої на 20 років каторги в Сибіру. Немировський прибув з етапом до Іркутська 29 жовтня 1839 року. Після прибуття до Іркутська був направлений на роботу на Тельмінскую казенну фабрику; у січні 1840 року переведений в Іркутський солеварний завод в селі Усольє, проте від робіт на солеварному заводі його звільнили. Побачивши малюнки Немировського, директор солеварні звільнив поляка від загальних робіт і доручив йому вчити малюванню своїх дітей. Потім про талант Немировського стало відомо в Іркутську. Його перевели до Іркутська, де він навчав малюванню дітей із заможних родин і в тому числі генерал-губернатора Вільгельма Руперта.
У листопаді 1843 року набув статусу поселенця в селі Окініно (Акініна) Жілкінської волості Іркутського округу. З дозволу генерал-губернатора В. Я. Руперта польський художник супроводжував членів сенаторської ревізії (експедиція сенатора І. М. Толстого 1844—1845 років) на Лену, до Якутська, Охотська, на Камчатку, під час якої замалював безліч пейзажів цих місцевостей. Пізніше він продав малюнки І. Буличову, який послав оригінали в Лондон, де вони були награвіровані на сталі і 1856 року в Санкт-Петербурзі був надрукований альбом «Подорож по Східному Сибіру» (рос. Путешествие по Восточной Сибири И. Булычова, Императорского Русского Географического общества действительного члена).
У 1847—1848 роках «конарщики» (учасники змови Конарського) були переведені на заслання в європейську частину Росії. Немировський був переведений на поселення до Тамбова, де він мешкав до амністії 1856 року. 1857 року художник повернувся на батьківщину до Волинської губернії і оселився в Тужиске (Turzysk), де професійно займався живописом. 1867 року він експонував свої малюнки в Парижі, у 1870 і 1883 роках — у Варшаві. Значна частина робіт Немировського згоріла під час пожежі в його будинку в 1877 року. 24 його малюнка з видами Східного Сибіру знаходяться в Народному музеї у Варшаві.
Помер Леопольд Немировський в Любомлі на Волині 23 грудня 1883 року.
Художник був знайомий з декабристами: Миколою і Михайлом Бестужевими і не раз відвідував будинок Волконського.
Зберігся портрет Леопольда Немировського роботи Миколи Бестужева. 1843 року Руперт дав згоду на поїздку Немирівського в Селенгинськ. Тоді Бестужев і мав можливість написати його портрет.